# Émile Boirac

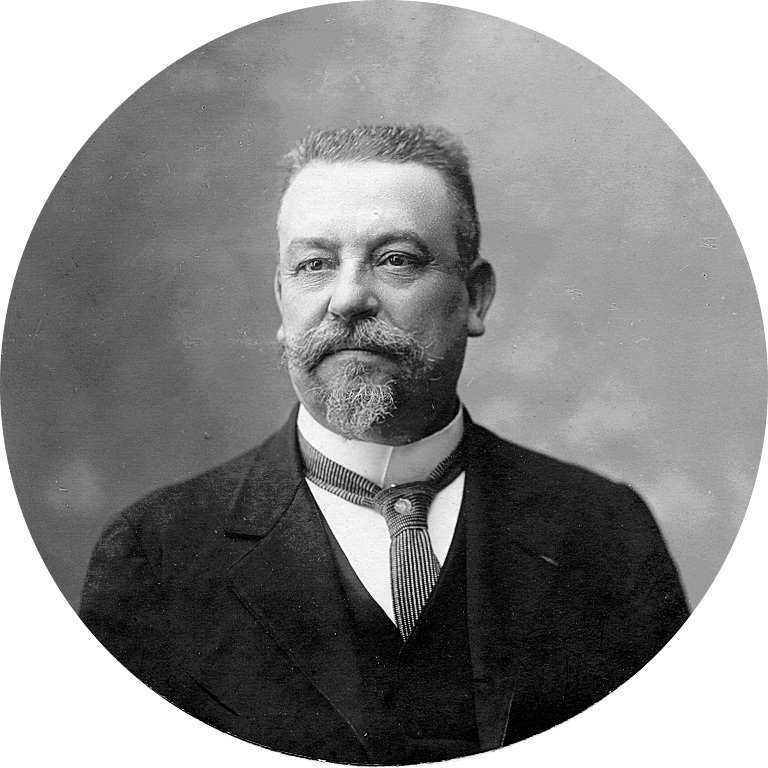
Émile Boirac

Émile Boirac (* 26. August 1851 in Guelma, Französisch-Algerien; † 20. September 1917 in Dijon) war ein französischer Esperantist und Parapsychologe.

## Leben und Wirken
Émile Boirac wurde 1851 in der französischen Kolonie Algerien geboren und studierte Philosophie an der Universität Bordeaux. Er promovierte 1894. 1898 wurde Boirac Präsident der Universität Grenoble und 1902 Präsident der Universität Dijon.
Er leitete vom 7. bis zum 12. August 1905 in Boulogne-Sur-Mer den ersten Esperanto-Weltkongress. Gemeinsam mit Charles Méray wurde er 1905 in das neugegründete Lingva Komitato, den Vorläufer der Esperanto-Akademie, berufen. Er übersetzte mehrere Klassiker der Weltliteratur in Esperanto, darunter Molières Don Juan und Leibniz' Monadologie.
Boirac prägte den Begriff des „Déjà-vu“ in seinem Buch L’Avenir des sciences psychiques (Die Zukunft der psychischen Wissenschaften).
Boirac starb 1917 in Dijon im Alter von 66 Jahren.

## Werke (Auswahl)
- Übersetzung von Leibniz' Monadologie (1902)
- Ŝlosileto kvarlingva (1903)
- Perdita kaj retrovita (1905)
- Qu'est-ce que l'espéranto? (1906)
- Le Congrès espérantiste de Genève (1906)
- Pri la homa radiado (1906)
- Übersetzung von Molières Don Juan (1909)
- Übersetzung von Henry van Dykes, Jr. The Other Wise Man (1909)
- Plena Vortaro E-E-a (1909)
- Le problème de la langue internationale (1911)
- Vortaro de la Oficialaj Radikoj (1911)
- Fundamentaj principoj de la vortaro esperanta (1911)
- L'Avenir des Sciences Psychiques (1917)